# Bandeira da Cidade de Nova Iorque
A bandeira da cidade de Nova Iorque é tricolor de azul, branco e laranja carregada a barra central com o Selo Municipal em azul. O design tricolor é inspirado na Bandeira da República Holandesa de 1625, o ano em que Nova Amsterdão foi estabelecida na ilha de Manhattan.
O design actual data de 30 de Dezembro de 1977, quando a data do selo foi modificada de 1664 para 1625 (quando a Inglaterra tomou posse), e foi incluída a inscrição opcional em Latim Sigillum Civitatis Novi Eboraci ("Seal of the City of New York").
O escritório do prefeito da Cidade de Nova Iorque tem a sua própria variante oficial, à qual é adicionada um arco de estrelas de cinco pontas (representativas dos cinco Boroughs da cidade) azuis sobre o selo. 